# Новонадеждинский
Новонадеждинский — посёлок в Аннинском районе Воронежской области России.
Входит в состав Васильевского сельского поселения.

## Население
| 2000 | 2005 | 2010 |
| ---- | ---- | ---- |
| 860  | ↘762 | ↘707 |

## География

### Улицы
| - ул. Берёзовая, - ул. Заречная, - ул. Лесная, - ул. Луговая, - ул. Молодёжная, - ул. Набережная, - ул. Полевая, | - ул. Садовая, - ул. Северная, - ул. Солнечная, - ул. Т. Темченко, - ул. Центральная, - ул. Чехова. |